# Urgell (Comarca)

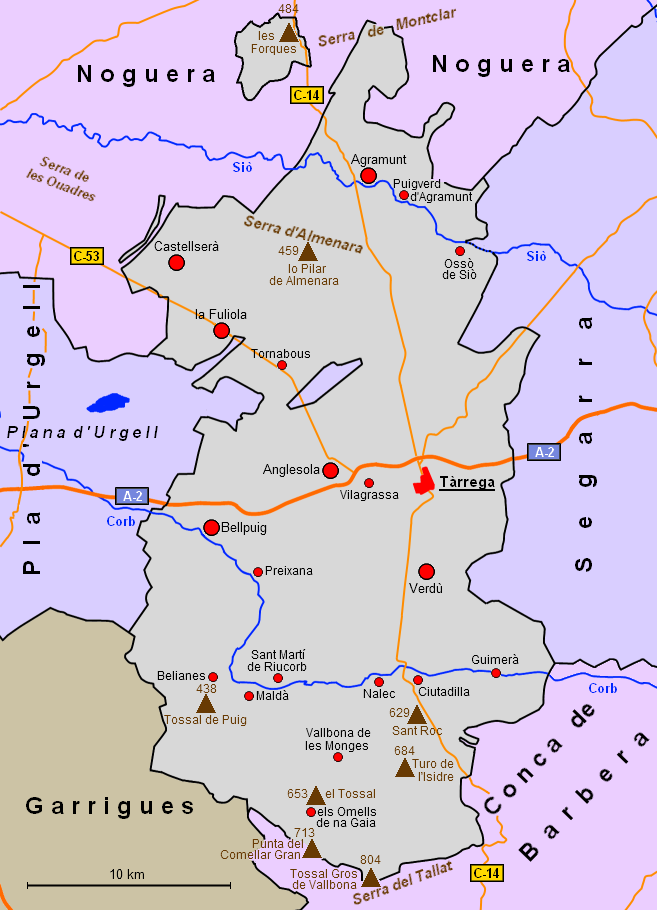
Karte von Urgell

Die Comarca Urgell liegt in der Provinz Lleida der Autonomen Gemeinschaft von Katalonien (Spanien). Der Gemeindeverband hat eine Fläche von 579,28 km² und 37.447 Einwohner (2022).

## Lage
Urgell liegt im Zentrum Kataloniens, ca. 40 km östlich der Provinzhauptstadt Lleida. Der Gemeindeverband grenzt im Norden an die Comarca Noguera, im Osten an Segarra, im Süden an Conca de Barberà und Garrigues und im Westen an Pla d’Urgell. Zusammen mit den Comarcas Garrigues, Noguera, Segarra, Segrià und Pla d’Urgell bildet die Region das Territorium Ponent.
Urgell liegt im Zentrum einer fruchtbaren Hochebene, der Zentralkatalonischen Senke. Die Nebenflüsse des Riu Segre, im Norden der Riu Siò und im Süden der Riu Corb durchqueren die Comarca von Ost nach West. Auf der 300–400 m hohen Ebene zwischen diesen Flüssen liegt nur eine Erhebungen, die Serra d’Almenara mit einer maximalen Höhe von 459 m. Das Gebiet ist von künstlichen Bewässerungskanälen (Canal d’Urgell) durchzogen. Südlich des Riu Corb ist die Landschaft bergig, mit Gipfel von über 600 m Höhe. Im äußersten Süden liegt die Serra del Tallat. Hier befindet sich auch die höchste Erhebung des Gemeindeverbandes, der Tossal Gros de Vallbona (804 m).

## Gemeinden
| Gemeinde               | Einwohner (2024) | Fläche km² | Dichte Einw./km² | Cod INE | Postleitzahl |
| ---------------------- | ---------------- | ---------- | ---------------- | ------- | ------------ |
| Agramunt               | 5.629            | 79,43      | 71               | 25003   | 25310        |
| Anglesola              | 1.367            | 23,70      | 58               | 25027   | 25320        |
| Belianes               | 517              | 15,78      | 33               | 25046   | 25266        |
| Bellpuig               | 5.276            | 35,13      | 150              | 25050   | 25250        |
| Castellserà            | 993              | 15,86      | 63               | 25070   | 25334        |
| Ciutadilla             | 194              | 18,00      | 11               | 25074   | 25341        |
| La Fuliola             | 1.238            | 11,16      | 111              | 25096   | 25332        |
| Guimerà                | 246              | 24,51      | 10               | 25109   | 25341        |
| Maldà                  | 236              | 31,63      | 7                | 25130   | 25266        |
| Nalec                  | 89               | 9,46       | 9                | 25145   | 25341        |
| Els Omells de na Gaia  | 121              | 13,18      | 9                | 25154   | 25268        |
| Ossó de Sió            | 195              | 26,03      | 7                | 25157   | 25318        |
| Preixana               | 406              | 21,33      | 19               | 25176   | 25263        |
| Puigverd d’Agramunt    | 240              | 17,03      | 14               | 25181   | 25318        |
| Sant Martí de Riucorb  | 673              | 34,86      | 19               | 25902   | 25344        |
| Tàrrega                | 18.542           | 88,00      | 211              | 25217   | 25300        |
| Tornabous              | 851              | 24,15      | 35               | 25225   | 25331        |
| Vallbona de les Monges | 223              | 34,71      | 6                | 25238   | 25268        |
| Verdú                  | 886              | 35,72      | 25               | 25242   | 25340        |
| Vilagrassa             | 633              | 19,61      | 32               | 25244   | 25330        |
| Comarca Urgell         | 38.555           | 579,28     | 67               | –       | –            |